# ولایت نمورو

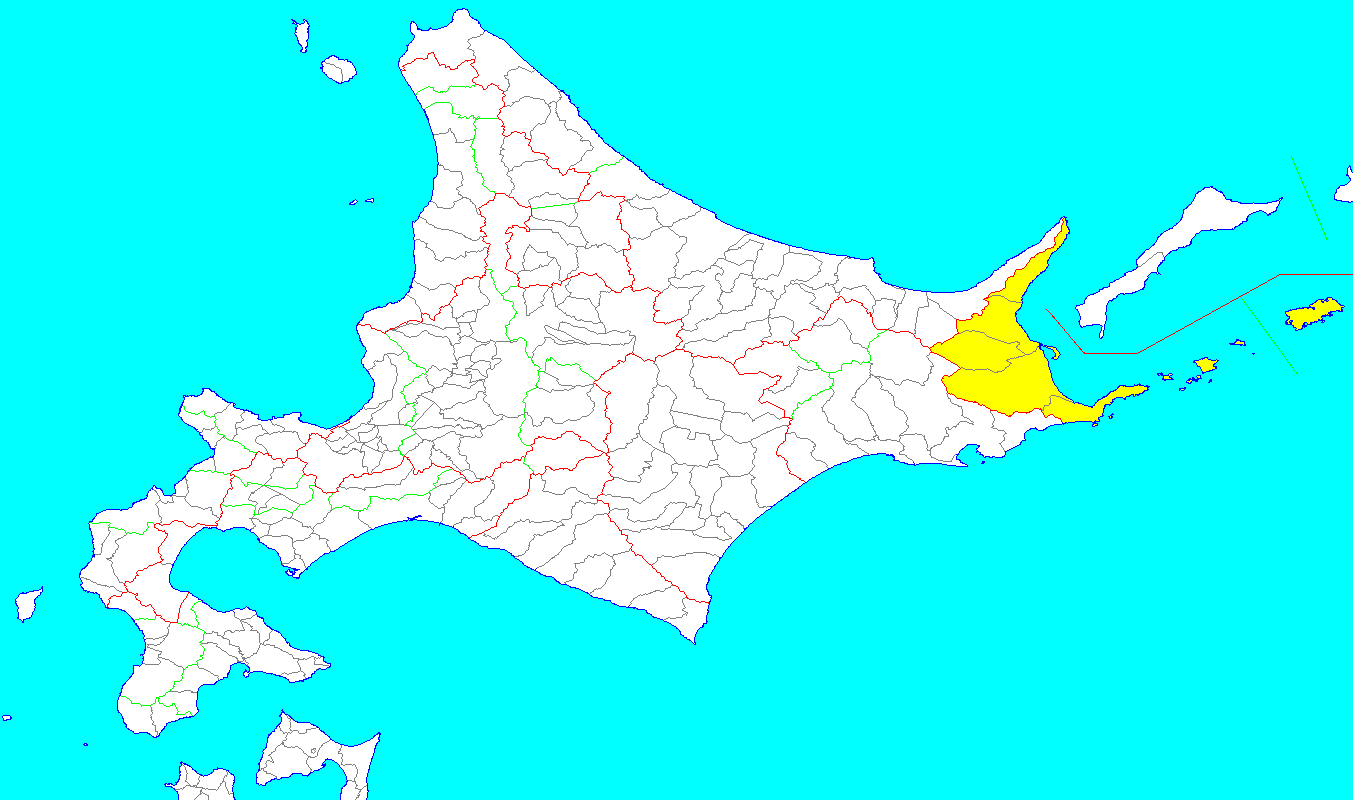
نقشه ژاپن در سال ۱۸۶۹ میلادی. این ولایت با رنگ تیره مشخص شده است.

ولایت نمورو (به ژاپنی: 根室国 Nemuro-no kuni) یکی از ولایت‌ها در تقسیم‌بندی کشوری قدیم ژاپن بود.